# محمد دباس
محمد عبد الرزاق الدباس (1927- 2014) سياسي أردني. ولد الدباس في السلط. درس الاقتصاد في جامعة تكساس وحصل على درجة الماجستير. كما أنهى دراسة إدارة في جامعة كاليفورنيا. عاد الدباس إلى الأردن وعمل من بين آخرين كمدير عام لدائرة ضريبة الدخل والمبيعات ودائرة الموازنة العامة للدولة. شغل فيما بعد منصب وزير المالية بين 1976 و1979 في حكومة مضر بدران.